# Ffestiniog
Ffestiniog est une communauté du Gwynedd au Pays de Galles.

## Présentation
Avec une population de 4830 habitants en 2011, la communauté est l'une des principales du Gwyneed après que la population de son territoire se soit fortement développée durant le développement de l'industrie ardoisière au pays de Galles autour des mines du village de Blaenau Ffestiniog qui comptait plus de 11 000 habitants en 1881.

## Toponymie
Nom de lieu celtique en *-ākon « lieu de », puis « lieu appartenant à, territoire de » > vieux gallois -auc, -awg > gallois -og. La forme -iog avec un -i- supplémentaire peut s'expliquer par l'élément précédent, qui est un nom de personne se terminant par -i-us : Festinius. Le nom complet devrait être *Festiniākon. Probablement le même nom que Festigny (France, par exemple : Festigny, Marne, Festiniacus en 853). Une inscription romaine à Chester rend hommage à Lucius Festinius Probus ; Chester était la principale base romaine du nord du Pays de Galles, il s'agit donc probablement du même personnage.